# 复州卫
复州卫，明朝卫所。
明洪武十四年（1381年）置，治所在今辽宁省瓦房店市西北复州城。后废。 
复州卫卫治今瓦房店市复州城镇，下领4千户所，即复州中千户所、复州左千户所、复州前千户所、复州右千户所。　